# 49er
Nell'ambito della vela, il 49er è una imbarcazione (più propriamente uno skiff) molto spettacolare e veloce progettata dall'australiano Julian Bethwaite nel 1995.

## Storia
Nel 2007 si è iniziato a lavorare ad un nuovo armo che è stato approvato dalla classe il 30 settembre 2008. L'armo è stato poi ratificato dall'ISAF ed è diventato l'armo ufficiale della classe il giorno 1º aprile 2009. Il nome dato al nuovo armo è "squarehead" in quanto prevede di avere la randa non con la classica forma triangolare ma con una forma squadrata nei pressi del punto di penna. Il nuovo armo inoltre prevede l'albero in carbonio diviso in 3 sezioni.

## Descrizione
L'imbarcazione fa parte delle Classi internazionali annoverate dalla Federazione internazionale della Vela (ISAF) e le regate della sua classe fanno parte del programma delle Olimpiadi dal 2000 a Sydney.
Si tratta di uno scafo planante a svuotamento con trapezi, terrazze regolabili, una grande randa con fiocco autovirante ed un enorme gennaker. Con tali caratteristiche l'imbarcazione risulta molto veloce e spettacolare, tanto che è la deriva a due persone a singolo scafo più veloce che ci sia con un handicap Portsmouth yardstick di 68.8.

## Olimpiadi
- Olimpiadi di Sydney 2000 (maschile)
- Olimpiadi di Atene 2004 (maschile)
- Olimpiadi di Pechino 2008 (maschile)
- Olimpiadi di Londra 2012 (maschile)
- Olimpiadi di Rio de Janeiro 2016 (maschile + femminile (FX))

## Velatura
- Randa
- Fiocco
- Gennaker